# Stazione di Bokjeong
Bokjeong (복정역 - 福井驛, Bokjeong-nyeok ) è una stazione ferroviaria e metropolitana che si trova lungo la linea 8 della metropolitana di Seul e offre l'interscambio con la Linea Bundang gestita dalla Korail. La stazione sorge nelle vicinanze di uno svincolo autostradale, pertanto non è di grande utilità per raggiungere l'area, ma rappresenta una comoda stazione di interscambio fra le due linee afferenti.

## Struttura
Entrambe le linee sono realizzate sottoterra, ciascuna con un marciapiede centrale a isola e porte di banchina a protezione dei binari.
Linea 8
| Direzione Amsa  | ● Linea 8 | per Mongchontoseong, Gangdong-gucheong, Cheonho e Amsa |
| Direzione Moran | ● Linea 8 | per Songpa, Mercato Garak, Bokjeong e Moran            |

Linea Bundang
| Dir. nord | ■ Linea Bundang | per Suseo, Seolleung e Wangsimni     |
| Dir. sud  | ■ Linea Bundang | per Jeongja, Giheung, Mangpo e Suwon |

## Stazioni adiacenti
| «             | Servizio        | »          |
| Linea 8       | Linea 8         | Linea 8    |
| ------------- | --------------- | ---------- |
| Jangji        | -               | Daechi     |
| Linea Bundang |                 |            |
| Suseo         | Locale Espresso | Gacheondae |